# La piscina
La piscina (La Piscine) è un film del 1969 diretto da Jacques Deray.

## Trama
Jean-Paul e Marianne sono una coppia che trascorre le vacanze nella villa di un loro amico. Questa villa ha una bella piscina dove Marianne e Jean-Paul amano passare le giornate. Lei scrive articoli per un giornale, mentre lui è uno scrittore con un libro fallito alle spalle e al momento lavora come pubblicitario per una ditta. Un giorno, mentre sono in piscina, arriva una chiamata da un loro amico, Harry, che li avvisa che sta venendo a trovarli insieme a sua figlia diciottenne Pénélope. Durante il soggiorno nella villa, Jean-Paul si accorge della confidenza tra Marianne e Harry, iniziando a sospettare che i due siano stati amanti in passato. Se ne accorge anche Pénélope che trascorre da sola tutte le giornate.
Una sera, Harry esce per andare in paese a Saint-Tropez; quando torna è accompagnato da molti amici con cui organizzano un festino nella casa. Durante un ballo lento, Pénélope vede ballare in maniera molto intima Marianne e suo padre, così scappa in piscina. Jean-Paul se ne accorge, la segue e inizia a parlarle, rompendo in questo modo il velo di riservatezza della ragazza. Le giornate alla villa trascorrono lentamente. Marianne un pomeriggio decide di andare a fare la spesa e quando Jean-Paul le propone di accompagnarla lei rifiuta per poi chiederlo ad Harry. Mentre i due sono fuori, Jean-Paul e Pénélope iniziano a parlare sul divano; quest'ultima rivela all'uomo come il padre lo ritenga completamente privo di talento e come, in realtà, desideri ancora Marianne, ritenendo di poterla riconquistare quando vuole.In realtà, come dice la stessa Pénélope, Harry non ama veramente Marianne, ma ha solo bisogno di essere al centro dell'attenzione di tutti. Quando Harry e Marianne rincasano, non vedendo Jean-Paul e Pénélope, che intanto sono andati a fare il bagno al mare, hanno un breve contatto nel giardino, memori del passato.
Tornati anche Jean-Paul e Pénélope, iniziano tutti insieme a cenare. Harry è molto freddo con Jean-Paul per via del comportamento di questi nei riguardi della figlia; Pénélope, che si accorge della situazione, non finisce la cena e se ne va in camera. Intanto il padre annuncia che la mattina seguente partirà con la figlia alla volta di Milano, poi esce per andare a trovare un amico.
Rimasti soli, Marianne e Jean-Paul hanno una conversazione in seguito alla quale lui decide di rimanere a dormire sul divano nel salotto, in preda a sentimenti confusi. In lacrime, la donna va a letto, mentre Jean-Paul riprende a bere, nonostante abbia smesso da qualche tempo. A notte fonda rincasa Harry. Jean-Paul è ancora sveglio e i due vanno a bordo vasca a bere qualcosa; Harry, alterato, dice a Jean-Paul che la sua relazione con Pénélope sarà già terminata l'indomani mattina, quando Pénélope partirà con lui. Per via della gelosia e dell'ebbrezza, Harry sferra un pugno a Jean-Paul e, mancandolo, finisce in acqua. Jean-Paul si lascia sopraffare dalla gelosia e dalla rabbia per quanto gli ha raccontato Pénélope e non permette ad Harry di risalire a bordo vasca, arrivando infine a tenergli la testa sott'acqua, facendolo così annegare. Decide allora di nascondere i vestiti bagnati e sostituirli con alcuni asciutti, da mettere su una sedia, inscenando un annegamento accidentale dovuto a un bagno notturno e all'ubriachezza di Harry.
Il giorno dopo si celebrano i funerali al cospetto di pochi amici, poi Marianne, Jean-Paul e Pénélope tornano a casa, dove li raggiunge un ispettore di Marsiglia per effettuare le ultime indagini sul caso. Il giorno successivo l'ispettore ritorna, poco convinto dalle risposte ricevute dalla coppia, soprattutto per la presenza sul cadavere di Harry di un orologio da sera d'oro, che difficilmente egli avrebbe indossato durante un bagno notturno. L'ispettore confida in privato a Marianne di esser convinto che Harry sia stato ucciso, posto che i vestiti trovati a bordo piscina sono puliti e sicuramente non sono stati né indossati né messi lì dalla vittima.
Quando l'ispettore se ne va, Marianne raggiunge la stanza di Harry dove comprende che i vestiti ritrovati non corrispondono a quelli che indossava l'uomo la sera prima. Bluffando, Marianne fa capire allora a Jean-Paul di aver trovato i veri vestiti di Harry; questi le confessa così l'omicidio, determinatosi in preda alla follia del momento. Marianne capisce lo stato d'animo di Jean-Paul e decide di non denunciarlo alla polizia. Dopo aver accompagnato Pénélope all'aeroporto, dove la giovane prenderà l'aereo per tornare dalla madre, Marianne decide di non ripartire con Jean-Paul per Parigi, non riconoscendolo più. Mentre Marianne chiama un taxi, Jean-Paul la ferma per poi stringerla in un abbraccio.

## Produzione
Ambientata in Costa Azzurra, la pellicola annovera tra i suoi interpreti Alain Delon, Romy Schneider, Jane Birkin e Maurice Ronet. Il ruolo di Marianne era stato pensato per Monica Vitti, ma fu Delon a imporre al regista e alla produzione di assegnare quella parte alla Schneider, con la quale aveva avuto una importante e turbolenta relazione, tuttavia rimanendo in ottimi rapporti, legati ancora da un reciproco affetto .
Nella scenografia del film si può notare la serie di mobili da giardino Locus Solus progettati da Gae Aulenti.
Indicato film di culto nella scheda che gli è dedicata in France Odeon del 2024 segna «la consacrazione di pubblico» del regista Jacques Debray. Definita un'opera «a carattere psicologico» fu girato nei giorni caldi dell'affare Markovic collocando così «Delon nella situazione ambigua dell'inquisito creando un curioso controcanto alla realtà dell'inchiesta in corso».

## Opere derivate
Il film è stato d'ispirazione per le pellicole A Bigger Splash (2015), diretta da Luca Guadagnino e interpretata da Ralph Fiennes, Tilda Swinton, Dakota Johnson, e Swimming Pool regia di François Ozon, con Ludivine Sagnier e Charlotte Rampling.